# Zamba
La zamba —dansa argentina que no ha de confondre's amb el samba del Brasil—, és una forma musical ballable del folclore de l'Argentina i Bolívia. Ha estat proposada com a dansa nacional de l'Argentina.
La seva estructura és la mateixa a l'Argentina i a Bolívia, però, com passa amb altre formas musicals que es comparteixen als dos països —com la chacarera o el gato—, la coreografia no ho és.
El seu ritme és motiu de controvèrsia, perquè hi ha alguns músics que la defineixen com una dansa purament en 6/8, mentre que altres, com el músic Juan Falú consideren que en realitat és una dansa de ritme mixt, amb un basament en 3/4 i una melodia en 6/8, mentre que hi ha altres, com Adolfo Ábalos o Hilda Herrera que sostenen que aquesta és una dansa purament en 3/4.
Prové de l'antiga dansa peruana de la zamacueca, de la qual, malgrat que actualment hi ha versions executades per diversos grups musicals, en realitat no hi ha cap registres sobre com era la seua estructura original —una situació semblant a les versions actuals que de la dansa patagona lonkomeo escometen diverses agrupacions folklòriques argentines. Estructuralment és similar a la cueca cuyana.

## Algunes zambas conegudes
- Agitando pañuelos (Hermanos Ábalos)
- Alfonsina y el mar (lletra: Félix Luna, música: Ariel Ramírez), 1970
- Al jardín de la República (Virgilio Carmona)
- Aleluya santiagueña (Julio Argentino Jerez)
- Añoralgias (Les Luthiers)
- Azul y blanco (cantada per Mercedes Sosa)
- Campana de palo (aire de zamba) (María Elena Walsh), 1971
- El Paraná en una zamba (lletra: Jaime Dávalos, música: Ariel Ramírez)
- Juan Panadero (lletra: Manuel J. Castilla, música: Gustavo Cuchi Leguizamón)
- La añera (lletra: Atahualpa Yupanqui, música: Nabor Córdoba)
- La atardecida (lletra: Armando Tejada Gómez, música: Mario Arnedo Gallo)
- La López Pereyra (Artidorio Cresseri), 1937
- La niñez (Chacho Muller)
- La nochera (lletra: Jaime Dávalos, música: Ernesto Cabezas)
- La pobrecita (Atahualpa Yupanqui)
- La pomeña (lletra: Manuel J. Castilla, música: Gustavo Cuchi Leguizamón), 1969
- Las dos puntas (lletra: O. V. Rocha, música: Carlos Montebrun Ocampo), 1946
- Lloraré (Gustavo Cuchi Leguizamón), 1955
- Luna cautiva (lletra i música: Chango Rodríguez)
- Luna tucumana (Atahualpa Yupanqui), 1949
- Mi abuela bailó la zamba (lletra: Saúl Cuti Carabajal, música: Carlos Peteco Carabajal)
- Mujer, niña y amiga (Robustiano Figueroa Reyes)
- Paisaje de Catamarca (lletra i música: Rodolfo María Polo Giménez), 1950
- Para ir a buscarte
- Pastor de nubes (lletra: Manuel J. Castilla, música: Fernando Portal)
- Perfume de Carnaval (Música i Letra: Peteco Carabajal)
- Piedra y camino (lletra i música: Atahualpa Yupanqui)
- Rosario Vera, maestra (lletra: Félix Luna, música: Ariel Ramírez), 1970
- Sapo cancionero (lletra: Pancho Flores [¿Nico Toledo?], música: Hugo Jorge Chacra), 1962
- Tonada del viejo amor (lletra: Jaime Dávalos, música: Eduardo Falú), 1962
- Valderrama (lletra: Manuel J. Castilla, música: Cuchi Leguizamón), 1969
- Viene clareando (lletra: Atahualpa Yupanqui, música: Segundo Aredes), 1943
- Volveré siempre a San Juan (Ariel Ramírez, Armando Tejada Gómez)
- Zamba azul
- Zamba chilena
- Zamba de Lozano (lletra: Manuel J. Castilla, música: Gustavo Cuchi [‘chancho’ en quechua] Leguizamón)
- Zamba de mi esperanza (Luis Morales [Luis H. Profili]), 1964
- Zamba del chaguanco (letra: Antonio Nella Castro, música: Hilda Herrera), 1966
- Zamba de Vargas (tradicional, recopilació de Andrés Chazarreta)
- Zamba para no morir (lletra: Hamlet Lima Quintana, música: Norberto J. Ambros y Héctor Alfredo Rosales), 1965
- Zamba para olvidarte (lletra: Dr. Quintana, música: Daniel Toro)
- Zamba por vos (letra i música: Alfredo Zitarrosa, d'Uruguai)